# Фомичёв, Лев Александрович
Лев Александрович Фомичёв (2 февраля 1932 года, пос. Мстера, Вязниковский район, Ивановская Промышленная область, РСФСР, СССР — 28 февраля 2018 года, пос. Мстера, Вязниковский район, Владимирская область, Россия) — советский и российский художник, мастер лаковой миниатюры (Мстёрская школа), народный художник Российской Федерации (1995).

## Биография
Родился 2 февраля 1932 года в поселке Мстера Ивановской Промышленной области (сейчас — Владимирская область), где в дальнейшем жил и работал
Проходил обучение на мстерской фабрике «Пролетарское искусство» у старейшего художника-миниатюриста Федора Шилова (с 1944 года).
В 1951 году — был призван в армию, участвовал в разминировании полей в Смоленской области, был контужен.
В 1954 году — вернулся в Мстеру.
Работал на фабрике «Пролетарское искусство» (до 1980 года); с 1987 по 1991 годы — преподавал композицию и роспись на папье-маше в МХПУ имени Ф. А. Модорова.
В 1965 году — избран членом Союза художников СССР.
В 2014 году присвоено звание почетного гражданина поселка Мстёра.
Лев Александрович Фомичёв умер 28 февраля 2018 года, похоронен на кладбище поселка Мстёра.

## Творческая и общественная деятельность
Участник выставок с 1957 года.
Первая творческая работа — шкатулка «Дорога жизни» (1947), посвященная памяти погибшего на Великой Отечественной войне отца.
В 1978 году — в составе группы мстёрских художников участвовал в росписи интерьеров кинотеатра «Русь».
Член правления Союза художников Владимирской организации, председатель правления Мстерской секции Владимирской организации СХ РСФСР (1965—1976), председатель Правления Владимирской организации СХ РСФСР (1976—1979), член Правления СХ РСФСР (1977), член Правления СХ СССР (с 1978). Член зональных выставкомов.
Избранные произведения: шкатулки «Александр Невский на пути к городу Владимиру» (конец 1950-х), «Снегурочка и Лель», «Белым снегом», «Ничто в полюшке не колышется» (все-1950-е), композиции на историчесике темы (1960-е): «Переписка Ивана Грозного с князем Курбским», «Ростовские звоны», «Слово о полку Игореве», «Побег Игоря из плена», «Железная дорога», «Коммуна», «Коллективизация на селе» (обе 1960-е гг.), былинная и сказочная тематика (1970-е) — «Конек-горбунок» (1971), «Добрыня и Дунай — сваты» (1974), «Сказка о царе Салтане» (1975), «Руслан и голова»(1973) «Ратмир в волшебном замке» (1974). 1980-е годы: работы на темы малоизвестных былин, преданий, русской истории — «Добрыня сват» (1980), «Князь Роман и ливики» (1982), «Дюк Степанович» (1982), «Челны Степана Разина» (1985), «Праздник проводы русской зимы в Суздале» (1985), «Половецкие пляски» (1988), «Князь Игорь в половецком стане» (1988) и др. 1990—2000-е гг. — образ Микулы Селняиновича.

## Награды
- Народный художник Российской Федерации (1995)
- Заслуженный художник РСФСР (1970)
- Государственная премия РСФСР имени И. Е. Репина (1970)
- Золотая медаль Российской академии художеств (2001)
- Медаль «Патриот России» (2008)
- Золотая медаль имени В. И. Сурикова (2012)